# Große Kardinalzahl
In der Mengenlehre wird eine Kardinalzahl als große Kardinalzahl bezeichnet, wenn ihre Existenz erwiesenermaßen nicht mit den üblichen Axiomen der Zermelo-Fraenkel-Mengenlehre (ZFC) bewiesen werden kann. Nimmt man die Aussage, dass eine große Kardinalzahl mit einer bestimmten Eigenschaft existiert, als neues Axiom zu ZFC hinzu, erhält man eine stärkere Theorie, in der einige der in ZFC unentscheidbaren Sätze entschieden werden können. Diese Große-Kardinalzahl-Axiome spielen deshalb in der modernen Mengenlehre eine wichtige Rolle.

## Verschiedene große Kardinalzahlen
Die folgende Liste großer Kardinalzahlen ist nach Konsistenzstärke geordnet. Die Existenz einer Kardinalzahl impliziert die Existenz der vor ihr aufgelisteten.

### Schwach unerreichbare Kardinalzahl
Eine Kardinalzahl {\displaystyle \kappa } heißt schwach unerreichbare Kardinalzahl, wenn sie eine überabzählbare, reguläre Limes-Kardinalzahl ist, wenn also {\displaystyle \operatorname {cf} (\kappa )=\kappa >\omega } (cf steht für Konfinalität und {\displaystyle \omega } ist die kleinste unendliche Ordinalzahl, mit Kardinalität {\displaystyle \aleph _{0}}) gilt und für jedes {\displaystyle \mu <\kappa } auch {\displaystyle \mu ^{+}<\kappa }. Schwach unerreichbare Kardinalzahlen sind genau die regulären Fixpunkte der Aleph-Reihe: {\displaystyle \aleph _{\kappa }=\kappa =\operatorname {cf} (\kappa )}.

### Stark unerreichbare Kardinalzahl
Eine Kardinalzahl {\displaystyle \kappa } heißt stark unerreichbare Kardinalzahl, wenn {\displaystyle \kappa } eine überabzählbare, reguläre starke Limes-Kardinalzahl ist, wenn also {\displaystyle \operatorname {cf} (\kappa )=\kappa >\omega } gilt und für jedes {\displaystyle \mu <\kappa } auch {\displaystyle 2^{\mu }<\kappa }. Stark unerreichbare Kardinalzahlen sind genau die regulären Fixpunkte der Beth-Reihe: {\displaystyle \beth _{\kappa }=\kappa =\operatorname {cf} (\kappa )}.
Da {\displaystyle 2^{\kappa }\geq \kappa ^{+}} (Satz von Cantor), ist jede stark unerreichbare Kardinalzahl auch schwach unerreichbar. Ist {\displaystyle \kappa } schwach unerreichbar, so ist {\displaystyle L_{\kappa }} (siehe Konstruktive Hierarchie) ein Modell des Zermelo-Fraenkelschen Axiomensystems der Mengenlehre ZFC; ist {\displaystyle \kappa } stark unerreichbar, so ist auch {\displaystyle V_{\kappa }} (siehe Von-Neumann-Hierarchie) ein Grothendieck-Universum und somit ein Modell von ZFC. Die Existenz unerreichbarer Kardinalzahlen impliziert also die Widerspruchsfreiheit von ZFC. Nimmt man an, dass ZFC widerspruchsfrei ist, so kann nach dem zweiten Gödelschen Unvollständigkeitssatz nicht in ZFC bewiesen werden, dass es eine unerreichbare Kardinalzahl gibt.
Die Forderung nach der Existenz beliebig großer Kardinalzahlen ist auch in manchen Teilen der Mathematik außerhalb der Mengenlehre als Axiom verbreitet und erweitert ZFC zur Tarski-Grothendieck-Mengenlehre.

### Mahlo-Kardinalzahl
Eine Mahlo-Kardinalzahl, benannt nach Paul Mahlo, ist eine stark unerreichbare Kardinalzahl {\displaystyle \kappa }, in welcher die Menge der regulären Kardinalzahlen stationär ist. Das bedeutet, dass in jeder abgeschlossenen und unbeschränkten Teilmenge von {\displaystyle \kappa } eine reguläre Kardinalzahl enthalten ist. Man beachte, dass eine Kardinalzahl {\displaystyle \kappa } immer als die wohlgeordnete Menge der Ordinalzahlen angesehen wird, deren Mächtigkeiten kleiner als {\displaystyle \kappa } sind. Eine Teilmenge {\displaystyle C} von {\displaystyle \kappa } ist abgeschlossen und unbeschränkt, wenn folgendes gilt:
- Für jede in {\displaystyle \kappa } beschränkte Teilmenge von {\displaystyle C} liegt der Limes wieder in {\displaystyle C}.
- Für jedes Element {\displaystyle \alpha } in {\displaystyle \kappa } gibt es ein Element {\displaystyle \beta } von {\displaystyle C}, das oberhalb von {\displaystyle \alpha } liegt.

Da die Menge der starken Limes-Kardinalzahlen in {\displaystyle \kappa } abgeschlossen und unbeschränkt ist, ist dann auch die Menge der unerreichbaren Kardinalzahlen stationär in {\displaystyle \kappa }. Da {\displaystyle \kappa } regulär ist, folgt daraus, dass {\displaystyle \kappa } die {\displaystyle \kappa }-te unerreichbare Kardinalzahl ist.

### Schwach kompakte Kardinalzahl
Eine überabzählbare Kardinalzahl {\displaystyle \kappa } heißt schwach kompakt, wenn es zu jeder Färbung der zweielementigen Teilmengen von {\displaystyle \kappa } mit zwei Farben eine homogene Teilmenge von {\displaystyle \kappa } der Mächtigkeit {\displaystyle \kappa } gibt. Eine Teilmenge {\displaystyle S} von {\displaystyle \kappa } heißt homogen bzgl. der gegebenen Färbung, wenn alle zweielementigen Teilmengen von {\displaystyle S} dieselbe Farbe haben. In der Pfeilnotation von Erdős-Rado ist eine schwach-kompakte Kardinalzahl eine überabzählbare Kardinalzahl {\displaystyle \kappa } mit {\displaystyle \kappa \rightarrow (\kappa )^{2}}.
Ist {\displaystyle \kappa } eine schwach kompakte Kardinalzahl, so gilt in der infinitären Logik {\displaystyle {\mathcal {L}}_{\kappa ,\kappa }} der schwache Kompaktheitssatz und ist umgekehrt {\displaystyle \kappa } eine unerreichbare Kardinalzahl und gilt für {\displaystyle {\mathcal {L}}_{\kappa ,\kappa }} der schwache Kompaktheitssatz, so ist {\displaystyle \kappa } schwach kompakt.
Man kann zeigen, dass eine schwach kompakte Kardinalzahl {\displaystyle \kappa } eine Mahlo-Kardinalzahl ist und dass es unterhalb von {\displaystyle \kappa } noch {\displaystyle \kappa } viele weitere Mahlo-Kardinalzahlen geben muss. Insbesondere sind schwach kompakte Kardinalzahlen stark unerreichbar.
Dass schwach kompakte Kardinalzahlen regulär sind, lässt sich aus den kombinatorischen Voraussetzung der Definition leicht ableiten und soll hier dargestellt werden. Sei {\displaystyle (\beta _{\alpha })_{\alpha <\lambda }} eine aufsteigende Kette von Kardinalzahlen der Länge {\displaystyle \lambda }, deren Supremum {\displaystyle \kappa } schwach kompakt ist. Die Kette teilt die Menge {\displaystyle \kappa } in {\displaystyle \lambda } viele disjunkte Abschnitte. Zwei Elemente von {\displaystyle \kappa } liegen dann entweder in demselben Abschnitt oder in unterschiedlichen Abschnitten. Bezüglich dieser Aufteilung (Färbung) muss es dann eine homogene Teilmenge von {\displaystyle \kappa } der Mächtigkeit {\displaystyle \kappa } geben. Die Homogenität der Teilmenge besagt, dass deren Elemente entweder alle in dem gleichen Abschnitt liegen, oder alle in unterschiedlichen Abschnitten liegen. Also gibt es einen Abschnitt der Größe {\displaystyle \kappa } oder es gibt {\displaystyle \kappa } viele Abschnitte. Somit ist {\displaystyle \beta _{\alpha }=\kappa } für ein {\displaystyle \alpha } oder es gilt {\displaystyle \lambda =\kappa }. Das zeigt, dass die Kofinalität von {\displaystyle \kappa } nicht kleiner als {\displaystyle \kappa } sein kann.

### Messbare Kardinalzahl
Der Begriff der messbaren Kardinalzahl geht auf Stanisław Marcin Ulam zurück. Eine Kardinalzahl {\displaystyle \kappa } nennt man messbar, wenn es ein nicht triviales {\displaystyle \kappa }-additives, {\displaystyle \{0,1\}}-wertiges Maß auf {\displaystyle \kappa } gibt. Das ist eine Funktion {\displaystyle \mu }, die jeder Teilmenge von {\displaystyle \kappa } das Maß {\displaystyle 0} oder {\displaystyle 1} zuordnet und für die folgende Eigenschaften gelten:
- {\displaystyle \mu (X\cup Y)=\mu (X)+\mu (Y)}, wenn {\displaystyle X\cap Y=\emptyset }.
- Die Vereinigung von weniger als {\displaystyle \kappa } vielen Mengen mit Maß {\displaystyle 0} hat wieder das Maß {\displaystyle 0}.
- Einelementige Mengen haben das Maß {\displaystyle 0} und {\displaystyle \kappa } hat das Maß {\displaystyle 1}.

Man kann leicht einsehen, dass dann außerdem Folgendes gilt:
- Alle Teilmengen von {\displaystyle \kappa } mit Mächtigkeit {\displaystyle <\kappa } haben Maß {\displaystyle 0}.
- Von disjunkten Teilmengen von {\displaystyle \kappa } hat höchstens eine das Maß {\displaystyle 1}.
- Eine Teilmenge von {\displaystyle \kappa } hat genau dann das Maß {\displaystyle 1}, wenn das Komplement das Maß {\displaystyle 0} hat.
- Der Durchschnitt von weniger als {\displaystyle \kappa } vielen Mengen mit Maß {\displaystyle 1} hat wieder das Maß {\displaystyle 1}.

Eine messbare Kardinalzahl {\displaystyle \kappa } muss regulär sein, denn wenn {\displaystyle \kappa } die Vereinigung von weniger als {\displaystyle \kappa } vielen Teilmengen der Mächtigkeit {\displaystyle <\kappa } wäre, so würde sich für {\displaystyle \kappa } das Maß {\displaystyle 0} berechnen. Wir wollen jetzt noch beweisen, dass {\displaystyle \kappa } eine starke Limeskardinalzahl ist. 
Aus der Annahme {\displaystyle \lambda <\kappa } und {\displaystyle \kappa \leq 2^{\lambda }} konstruieren wir einen Widerspruch zur Messbarkeit von {\displaystyle \kappa }. Dazu betrachten wir die Menge {\displaystyle W} der Funktionen {\displaystyle x\colon \lambda \to \{0,1\}}. {\displaystyle W} stellt man sich als {\displaystyle \lambda }-dimensionalen Würfel vor, der pro „Richtung“ {\displaystyle \alpha \in \lambda } in die zwei Hälften {\displaystyle H_{\alpha }^{0}=\{x\in W:x(\alpha )=0\}} und {\displaystyle H_{\alpha }^{1}=\{x\in W:x(\alpha )=1\}} zerfällt. Wählt man pro {\displaystyle \alpha } eine Hälfte aus, so ist der Durchschnitt genau eine Ecke des Würfels. Formal bedeutet das
{\displaystyle \bigcap _{\alpha \in \lambda }H_{\alpha }^{x(\alpha )}=\{x\}} für jedes {\displaystyle x\in W}.
Da {\displaystyle \kappa \leq 2^{\lambda }}, gibt es eine Teilmenge {\displaystyle M} von {\displaystyle W} mit der Mächtigkeit {\displaystyle \kappa }, und da {\displaystyle \kappa } messbar ist, gehen wir von einem entsprechenden Maß {\displaystyle \mu } auf der Menge {\displaystyle M} aus. Wir definieren mit Hilfe von {\displaystyle \mu } ein spezielles {\displaystyle x\in W} durch {\displaystyle x(\alpha )=\mu (M\cap H_{\alpha }^{1})}. Dann bedeutet {\displaystyle x(\alpha )=1}, dass {\displaystyle M\cap H_{\alpha }^{1}} das Maß {\displaystyle 1} hat, und {\displaystyle x(\alpha )=0} bedeutet, dass {\displaystyle M\cap H_{\alpha }^{0}} das Maß {\displaystyle 1} hat. Die Mengen {\displaystyle M\cap H_{\alpha }^{x(\alpha )}} haben also immer das Maß {\displaystyle 1}. Wegen {\displaystyle \lambda <\kappa } muss auch der Durchschnitt {\displaystyle \textstyle M\cap \bigcap _{\alpha \in \lambda }H_{\alpha }^{x(\alpha )}} das Maß {\displaystyle 1} haben. Dieser Durchschnitt kann aber höchstens das Element x enthalten und hat somit das Maß {\displaystyle 0}. Es ist also bewiesen, dass messbare Kardinalzahlen stark unerreichbar sind.